# Cassinische Teilung

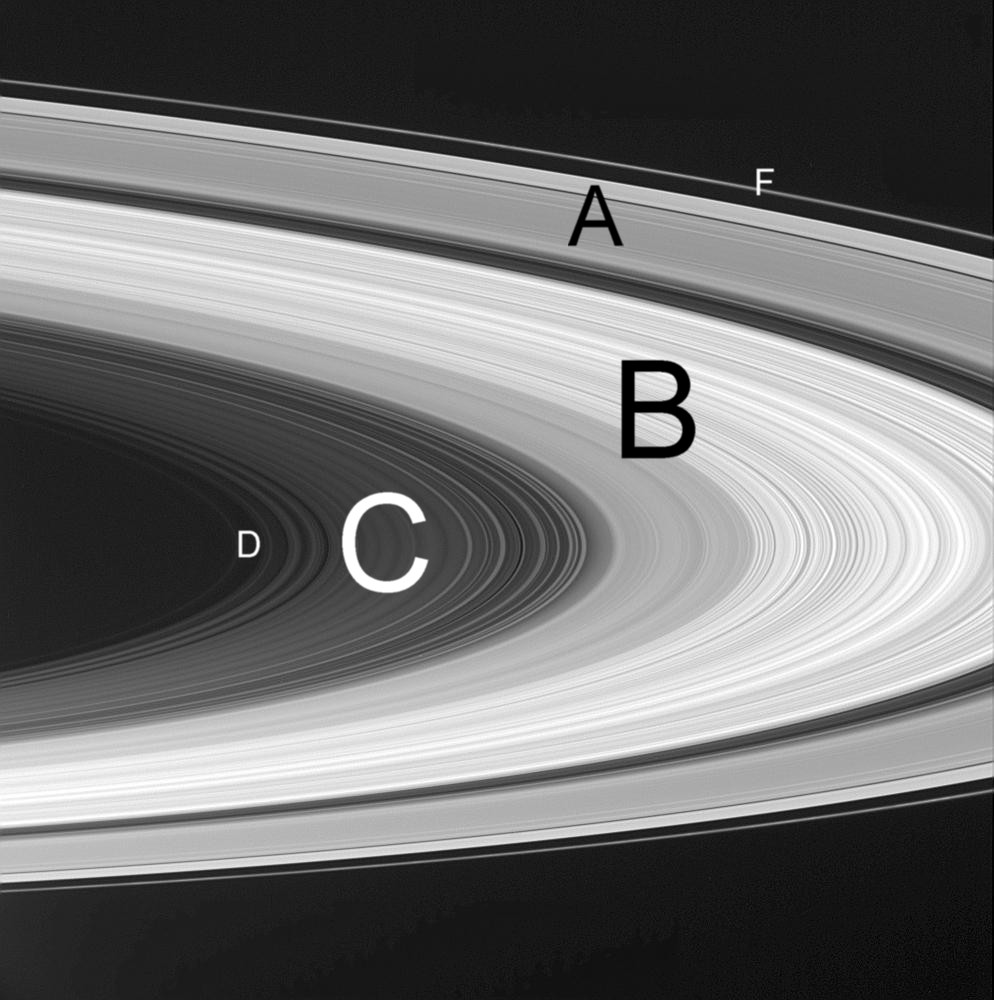
Ringe des Saturn. Zwischen dem hellen B- und A-Ring die Cassini-Teilung (NASA-Bild)

Die Cassinische Teilung ist die größte Lücke innerhalb des Ringsystems des Planeten Saturn. Sie wird hauptsächlich durch den Mond Mimas verursacht, ist rund 4800 km breit und trennt die beiden auffallendsten Saturnringe, den A-Ring und den B-Ring.  Bei ruhiger Luft kann man sie bereits in guten Amateurfernrohren von 15 bis 20 cm Öffnung und ab 150-facher Vergrößerung erkennen. Wahrnehmbar ist sie jedoch schon ab etwa 6 cm Öffnung und 120-facher Vergrößerung. 
Die Cassinische Teilung ist nach dem italienisch-französischen Astronomen Giovanni Domenico Cassini benannt, der sie im Jahre 1675 entdeckte. Bereits 1917 konnte bei einer der seltenen Sternbedeckungen durch den Planeten die teilweise Transparenz des A-Rings und die fast völlige Leere der Cassini-Lücke festgestellt werden. Die Cassinische Teilung ist allerdings nicht völlig leerer Raum, sondern enthält dunkleres Material, weshalb sie auf Bildaufnahmen von Raumsonden „leer“ bzw. materielos erscheint.
Die Ursache für die Cassinische Teilung sind Resonanzeffekte des Ringsystems mit den Saturnmonden. Als man um 1870 die Kirkwoodlücken im System der Kleinplaneten erforschte, konnten ähnliche Effekte im Saturnsystem nachgewiesen werden. Es zeigte sich, dass eventuelle Teilchen in der Cassini-Lücke etwa die halbe Umlaufzeit des Saturnmondes Mimas – und damit instabile Bahnen – hätten. Durch Bahnstörungen der Saturnmonde driften die Partikel aus diesem Bereich nach innen oder außen. Ganzzahlige Resonanzen gibt es auch mit einigen weiter außen kreisenden Monden, sodass immer wieder Leerräume zwischen den einzelnen Saturnringen vorkommen, von denen die Cassinische Teilung die größte ist. 
Genauere Vermessungen erfolgten 1980/81 durch die zwei US-Raumsonden Voyager 1 und Voyager 2. Letztere entdeckte in der Lücke vier weitere sehr dünne Teilchenringe. Den Rand der Cassini-Teilung bilden zwei Dunkelringe von 500–800 km Breite, durch deren Kontrast die Teilung in irdischen Teleskopen sehr scharf erscheint.
Die Raumsonde Cassini entdeckte 2006 bei Aufnahmen während einer Bedeckung der Sonne durch den Saturn (aus Sicht der Sonde, 15. September 2006) einen noch unbekannten Ring.
Siehe auch: Encke-Teilung